# Академия хорезмшаха Мамуна

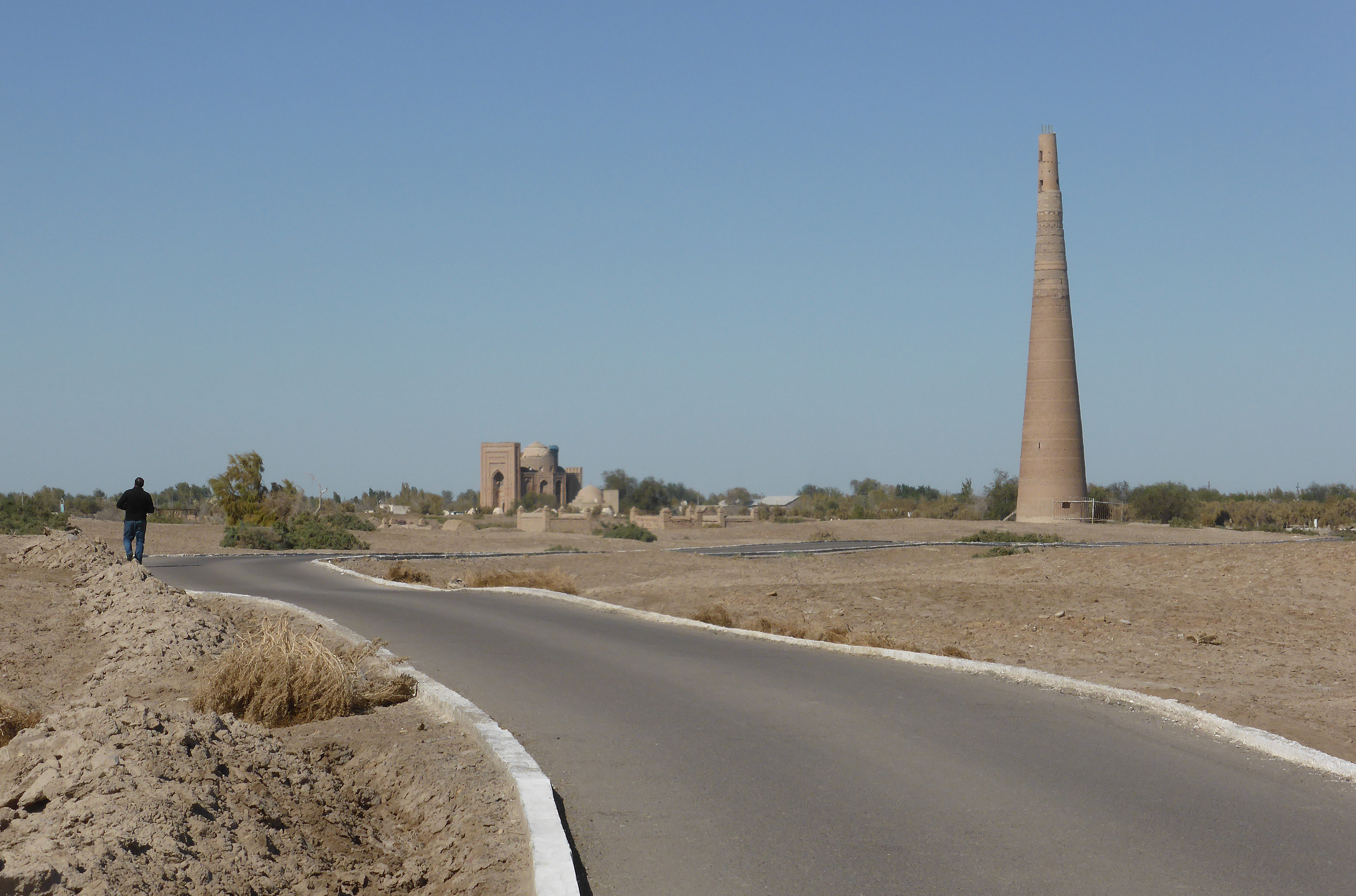
Гургандж (Древний Ургенч)

Академия хорезмшаха Мамуна (перс. گنج خانه مأمون‎, بیت‌الحکمه, туркм. Mamyn horezmşasynyň akademiýasy) — средневековый научный центр («Дом мудрости»), находившийся в Туркменистане в хорезмском городе Гургандж (ныне г. Кёнеургенч), и основанный в XI веке будущим хорезмшахом Абу-л-Аббасом Мамуном II. В Академии Мамуна работали такие известные ученые как Ибн-Сина и аль-Бируни, которые также и возглавляли ее. По мнению учёных, Академия Мамуна располагалась на месте древней крепости Кырк-Молла (туркм. Kyrk molla), которая в настоящее время является частью Кёнеургенчского национального историко-культурного музея-заповедника в Дашогузском велаяте Туркменистана.

## История
К концу X века такие отрасли науки как геометрия, тригонометрия, астрономия, топография, химия, минералогия и другие достигли в Хорезме высокого уровня развития. В этой связи, будущим хорезмшахом Мамуном II в 1000 г. (по другим данным в 1004 г.) в крупнейшем городе левобережного Хорезма и будущей столице Государства Хорезмшахов г. Гургандж был создан центр для проведения научных изысканий («Академия»), в котором были собраны историки, астрономы, математики, медики.
Хорезмшах Али ибн Мамун вызвал Абу Райхана аль-Бируни из Гургана, а в 1004 году по его приказу основали научную Академию, при этом аль-Бируни стал главой Академии. Во время правления Хорезмшаха Мамуна II «Дар-ул-Хикма» («Дом мудрости») приобрел известность, где кроме хорезмийцев работали более ста учёных, правоведов, писателей, религиоведов, приехавших из Бухары, Самарканда, Джанда, Мерва, Нишапура, Балха, Египта, Сирии и других городов.

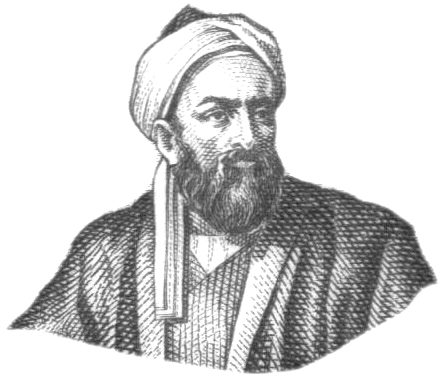
Аль-Бируни

В стенах Академии Мамуна С 1004 по 1017 год проходила всесторонняя и глубокая научная деятельность аль-Бируни, где он написал свою работу «Книга собраний сведений для познания драгоценностей». Здесь он задумывал планы своих будущих крупномасштабных работ, проводил эксперименты, наблюдения в различных областях естественных наук. Через несколько месяцев после вынужденного отъезда из Гурганджа в Газну, он смог сразу приступить к написанию одного из основных своих произведений — «Геодезии».
Помимо аль-Бируни, в Академии Мамуна работали такие крупные средневековые ученые как Ибн-Сина, Ибн Ирак, Абу Сахл Масихи, Ибн аль-Хаммар и многие другие.

## Деятельность Ибн Сины в Хорезме

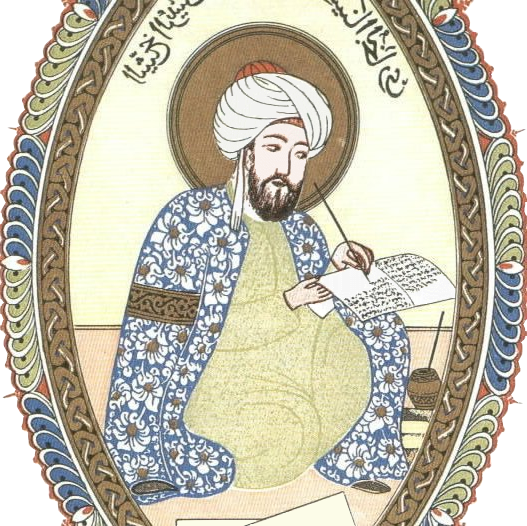
Ибн Сина

Абу Али ибн Сина в 997 году переехал из Бухары в Хорезм, где прожил 15 лет до 1012 года. В 997—998 годах аль-Бируни вёл переписку с Ибн Синой по различным вопросам космогонии и физики, воплощенную в форме вопросов и ответов. В Гургандже Ибн Сина посчастливилось работать в Академии Мамуна, где уже сформировалась передовая научная элита Среднего Востока. В их числе были учёный-энциклопедист Абу Райхан аль-Бируни, астроном и медик Абу Сахл Масихи, которому Ибн Сина посвятил свой труд об измерении углов. Кроме этого среди ученых были медик Ибн аль-Хаммар, Абу Наср ибн Ирак — племянник хорезмшаха и другие. Основы двух трудов, составивших славу Ибн Сины, «Канона врачебной науки» (Ал-Канун фит-т-тибб) и «Книги исцеления» (Китаб аш-шифа) закладывались в Хорезме — в Гургандже. «Канон врачебной науки» был начат в Хорезме в 1000 году, а закончен около 1020 года. В 1012 году Ибн Сина покинул Хорезм и направился в Хорасан. Он приехал в Гургандж молодым и подающим надежды философом и врачом, и покинул его зрелым мыслителем и учёным, имя которого было уже широко известно в государствах всего региона.

## Легенды
Среди туркмен Дашогузского велаята сохранилась легенда о том, что Дворец ученых (Академия Мамуна) существовал до начала XIII века и был разрушен только при монгольском нашествии на Хорезм. Согласно этой легенде, в давние времена Хорезмшах решил подарить учёным большой дворец, в котором трудилоь «сорок тысяч мулл» (грамотеев). Однажды, когда на Гургандж напали чужеземцы и уничтожили почти весь город, то «сорок тысяч мулл» обратились с молитвой к Аллаху с просьбой о том, чтобы взор неверных захватчиков не встретился с ликами святых мужей и их учеников. Аллах услышал их молитвы, дворец ученых перевернулся вверх дном и ушёл под землю. С тех пор, место, где существовал дворец именуется «Кыркмолла» («сорок мулл»).

## Академия в современной памяти
В ноябре 1997 года первый Президент Узбекистана Ислам Каримов издал указ «О возрождении Хорезмской Академии Мамуна». В 2003 году была принята Резолюция 32-й сессии Генеральной Конференции ЮНЕСКО. 9 ноября 2004 года Кабинет Министров Узбекистана постановил «О праздновании 1000-летия Хорезмской академии Мамуна» в Хиве. В настоящее время в академии ведутся научные изыскания.